# Château d'Escorolles
Le château d'Escorolles est un château situé en France sur la commune de Cheylade, en région Auvergne-Rhône-Alpes.

## Historique
Le château, dont les origines remontent au XIIIe siècle, a été reconstruit vers 1424 après sa destruction par les Anglais. Il comprend une tour du XVe siècle et un logis du XVIIIe siècle, remanié aux XIXe et XXe siècles. Des aménagements de drainage importants y ont été réalisés. Inhabité durant plus de vingt ans, il est racheté en 2015 par Vincent Callies, qui engage une restauration complète,.

### Protection
Les façades et toitures du château sont inscrites au titre des monuments historiques par arrêté du 21 juin 1994.